# История почты и почтовых марок Китая
История почты и почтовых марок Китая отражает развитие почтовой связи в Китае в периоды:
- постепенного упадка императорского Китая с возникновением Китайской Республики, во время которого начались эмиссии собственных почтовых марок страны (с 1878) и членство во Всемирном почтовом союзе (ВПС; с 1914)[1],
- гражданской войны,
- японской оккупации Китая в 1930-е — 1940-е годы и
- послевоенного времени (до образования Китайской Народной Республики в 1949 году).

## Развитие почты

### Ранняя история
История почты Китая уходит своими корнями в глубокое прошлое. Организация в этой стране регулярной почтовой службы пеших и конных гонцов известна со времён династии Чжоу в I тысячелетии до н. э. В те времена почтовое сообщение поддерживалось с помощью 80 гонцов и восьми главных курьеров, для которых на расстоянии 5 км были устроены постои для питания и на большем удалении — пункты для ночлега. Эта почтовая система была значительно расширена при династии Цинь (221—206 до н. э.) и особенно при династии Хань (206 до н. э.—220).
Марко Поло писал в XII веке, что в стране действовала курьерская служба гонцов, включавшая 10 тысяч «почтовых стадий» (post stages). Кроме того, доставкой частных писем занималась «Минь Синь Чжу» (Min Hsin Chu), сеть гильдий писцов («хунов»). Кяхтинским договором 1727 года с Россией предусматривался первый регулярный обмен почтой.
На протяжении длительного периода истории, вплоть до конца XIX века, правительство в императорском Китае довольствовалось курьерской службой гонцов, которые служили исключительно правительственным надобностям.

### Почта времён заката империи
Политика изоляции императорского Китая была принудительно прекращена в XIX веке в результате Опиумной войны и последующего открытия договорных портов. Начиная с 1844 года ряд государств организовали в Китае почтовые отделения за границей]. В результате появились английские, германские, французские и русские почтовые учреждения, призванные способствовать коммерческим связям европейских купцов в Китае. Это явление распространялось, охватив десятки городов, в основном на побережье, по берегам реки Янцзы и на крайнем юге.
В 1865 году англичанин сэр Роберт Гарт, главный начальник морских таможен Китая, создал почтовую службу для Имперской морской таможни, первоначально — для перевозки консульской почты в договорные порты и из них. На её основе 1 мая 1878 года была организована общегосударственная почта, услуги которой стали доступны общественности.
Вначале вся отправляемая за границу почта шла через Шанхай, но к 1882 году уже насчитывалось 12 почтовых отделений. 20 марта 1896 года вышел императорский указ, которым Роберту Гарту было поручено преобразовать Таможенную почту в Имперскую китайскую почту. Последняя начала действовать с 1 января 1897 года.
В 1897 году на V Всемирном почтовом конгрессе в Вашингтоне Китай изъявил согласие на вступление в ВПС. При этом было заявлено, что Китай присоединится к союзу немедленно по реорганизации в нём почтовой части. В результате почтовой реформы почтовые учреждения были устроены при таможнях во всех портах, открытых для международной торговли. «Минь Синь Чжу» была закрыта, как и городская почта Шанхая (1 ноября 1897), а в качестве денежной единицы почты были введены центы и доллары. Китай смог присоединиться к ВПС 1 марта 1914 года, после смены государственного строя, установления Китайской Республики и прихода к власти Бэйянского правительства.

## Выпуски почтовых марок

### Первые марки
В 1878 году, после создания общегосударственной почты, для оплаты почтовых сборов были выпущены первые почтовые марки Китая — «Большой дракон» (Sc #1—3). На марках имелась надпись «CHINA» (Китай) на латинице и китайскими иероглифами. Номиналы на марках были указаны в кандаринах.

### Последующие имперские выпуски
В течение первой половины 1897 года новых марок в наличии не было, поэтому на имевшихся остатках марок делались надпечатки новой цены в центах (Sc #25—85). Филателисты различают несколько разновидностей этих выпусков. Надпечатки были также сделаны на гербовых марках («Красные гербовые марки»).
Первые новые марки с надписью «Imperial Chinese Post» («Имперская китайская почта») поступили в продажу 16 августа 1897 года (Sc #86—97). Знаки почтовой оплаты двенадцати номиналов, от ½ цента до 5 долларов, были напечатаны литографским способом в Японии. На марках низких номиналов был изображён дракон, на марках средних номиналов — карп, а на марках долларовых номиналов — дикий гусь. Бумага, на которой были напечатаны марки, имела водяной знак в виде символа инь и ян.
В 1898 году их сменили марки аналогичных рисунков, напечатанные в Лондоне способом гравюры (Sc #98—109). Марки с надписью «Imperial Chinese Post» были напечатаны на китайской бумаге с водяными знаками, которая имела разную толщину. На более толстой бумаге водяные знаки порой плохо различались. Новые репринты этой марки, начиная с 1899 года, печатались на бумаге без водяных знаков (Sc #110—130), но случаев хождения этой разновидности не отмечено вплоть до 1901 года. Марки продолжали использоваться до самого краха империи. За это время некоторые цвета были изменены для соблюдения правил Всемирного почтового союза, и появились три новых номинала.
С 1904 года выпускались доплатные марки (Sc #J1—J14). Первые коммеморативные марки Китая вышли в 1909 году в ознаменование первой годовщины правления императора Сюаньтун (Sc #131—133). На серии из трёх марок (2, 3 и 7 центов) был изображён Храм Неба в Пекине.

### Эмиссии времён революции и республики

#### 1910-е годы
Революция 1911 года привела к появлению надпечаток на марках императорского Китая в 1912 году. Надпечатки были сделаны в Фучжоу (Sc #134—137) для указания на то, что данное почтовое отделение является нейтральной зоной, доступной для обеих сторон. Надпечатки в Нанкине (Sc #138—145) и Шанхае (Sc #146—162) содержали текст на китайском языке «Китайская Республика». Дополнительный комплект надпечаток был сделан фирмой Waterlow and Sons в Лондоне (Sc #163—177). Кроме того, почтмейстеры по всей стране изготовляли собственные неофициальные надпечатки с таким же текстом.
Первыми марками республики с новыми рисунками стали две коммеморативные серии, по 12 марок каждая. На первой серии изображён Сунь Ятсен (Sc #178—189), а на второй — Юань Шикай (Sc #190—201). Обе были выпущены в обращение 14 декабря 1912 года. Марки с портретом Сунь Ятсена выходили в дальнейшем ещё много раз.
Марки стандартного «выпуска с джонкой» поступили в продажу 5 мая 1913 года (Sc #202—220) и имели хождение в 1910-х — 1930-х годах. На марках низких номиналов была изображена джонка, на марках с номиналами от 15 до 50 центов — крестьянин, собирающий урожай риса, на долларовых номиналах — тройные ворота в Храме Вофо («Лежащий Будда») в Пекине. Эта серия вначале печаталась в Лондоне (Sc #202—220), потом, с 1915 года, — в Пекине (Sc #221—239), что можно различить при внимательном осмотре марок. Рисунки на марках подверглись перегравировке в 1923 году (Sc #248—269), и ряд черт рисунка претерпел изменения. К примеру, исчезли пенистые гребни волн на воде под джонкой, а вода потемнела.

#### 1920-е годы
В 1921 году были выпущены первые авиапочтовые марки (Sc #C1—C5), на которых был изображён самолёт Кёртисс JN-4 «Дженни» над Великой Китайской стеной.
В 1920-е годы Китаем было выпущено пять новых коммеморативных серий, по четыре марки в каждой. На первой, появившейся 10 октября 1921 года в ознаменование 25-летия китайской почты (Sc #243—246), были изображены тогдашний президент Сюй Шичан (в центре), премьер-министр Цзинь Юньпэн и министр связи Е Гунцзо (Ye Gongzuo, по бокам). 17 октября 1923 года вышла серия с изображением Храма Неба, отметившая принятие новой конституции (Sc #270—273). 1 марта 1928 года ещё одна серия марок с изображением маршала армии и флота Чжан Цзолиня (Sc #276—279) ознаменовала получение им этого звания.
После победы Гоминьдана на марках, вышедших в обращение 18 апреля 1929 года и посвящённых объединению Китая (Sc #280—283), впервые появился Чан Кайши. Наконец, 30 мая 1929 года, за два дня до перенесения тела основателя партии Гоминьдан Сунь Ятсена в мавзолей, были выпущены четыре марки с изображением мавзолея, посвящённые этой церемонии (Sc #284—287).

#### 1930-е годы
На марках нового стандартного выпуска, вышедшего в 1931 году (Sc #290—296), изображён Сунь Ятсен. В течение ряда ближайших лет на этих марках, наряду с «выпуском мучеников» 1932 года в честь шести мучеников — членов Гоминьдана (Sc #312—323), было сделано множество надпечаток. В 1931 году японцы вторглись в Маньчжурию и создали государство Маньчжоу-го, которое выпускало собственные почтовые марки.

### Японская оккупация и военное время
Во время оккупации ряда районов Китая японцами (1937—1945) первоначально на оккупированной территории имели хождение марки Китая.
С 1941 года на марках стали производить специальные надпечатки отдельно для Внутренней Монголии, Гуандуна, Северного Китая, Шанхая и Нанкина. Причём для некоторых районов были сделаны выпуски марок с оригинальными рисунком.
В 1941 году появился первый почтовый блок на тему «Промышленность и сельское хозяйство» (Sc #471). В 1942—1945 годах издавались марки для военнослужащих (Sc #M1—M13).

### Послевоенное время
Окончание военного конфликта дало совсем небольшую передышку правительству националистов Чан Кайши, которое продолжало борьбу с силами коммунистов. Тем не менее оно смогло выпустить в 1945 году коммеморативные марки в память президента Лин Сена (Sc #599—604), умершего в 1943 году, в ознаменование октябрьской инаугурации Чан Кайши (Sc #605—610) и по случаю празднования победы антигитлеровской коалиции над Японией (Sc #611—614).
На протяжении всего 1945 года инфляция вызывала потребность во всё более высоких номиналах, но в 1946 году она вышла из-под контроля: на запасах марок, некоторые из которых относились ещё к 1931 году, ставились надпечатки номиналов до 2000 долларов, а на марке нового рисунка (но по-прежнему с портретом Сунь Ятсена) номиналы поднялись до 5000 долларов (Sc #646).
В 1947 году свет увидели несколько коммеморативных выпусков, но инфляция продолжалась. В этот год марка, изображавшая Сунь Ятсена с цветами сливы, достигла номинала в 50 тысяч долларов (Sc #757), но и эта рекордная цена не устояла в 1948 году, когда номиналы повторных выпусков превзошла марка в 5 миллионов долларов (Sc #799).
В 1948 году был введён стандарт в золотых юанях, и комплект имеющихся марок был надпечатан номиналами от ½ цента и выше (Sc #820—827). Но это не спасло положение надолго, и к началу 1949 года вновь появилась нужда в почтовых марках и надпечатках с широким диапазоном номиналов, которые снова выросли до 5 миллионов долларов (Sc #947).
1 мая 1949 года правительство Чан Кайши прибегло к отчаянному шагу, который заключался в выпуске безноминальных марок (Sc #959, C62, E12, F2), продававшихся по ежедневному курсу юаня. Затем правительство ввело стандарт в серебряных юанях, и снова сделало надпечатки на марках (Sc #963—970), а также перевыпустило марку с рисунком Сунь Ятсена номиналами от 1 до 500 центов (Sc #973—981). К августу ухудшение политической обстановки сказалось на почте, и последними выпусками националистов на материковой территории Китая стали две марки из запланированной серии с красочными рисунками, с номиналами в серебряных юанях (Sc #984—987).
Кроме того, в 1945—1949 годах применялись специальные посылочные марки (Sc #Q1—Q38).

## Филателистическое разделение
С момента образования КНР и Китайской Республики (на Тайване) филателисты традиционно делят марки Китая на две самостоятельные темы:
- История почты и почтовых марок КНР (первые марки вышли 8 октября 1949 года).
- История почты и почтовых марок Тайваня[англ.] (первые марки вышли 1 января 1950 года).

## Шанхайская городская почта
В 1854 году в Шанхае была открыта собственная городская почта Шанхая. В 1865 году были выпущены первые марки городской почты Шанхая с надписью по-английски англ. «Shanchai L.P.O.» («Шанхай. Местное почтовое отделение»). В 1893 году в Шанхае появились памятные марки, а в 1892 и 1893 годах — доплатные. С 1 ноября 1897 года Шанхайская городская почта была передана государственной почтовой службе Китая, и в Шанхае стали использоваться китайские почтовые марки.

## Русская почта в Китае
С 1870 по 1920 год на территории Китая функционировала русская почтовая служба, имевшая почтовые отделения в ряде китайских городов и выпускавшая собственные знаки почтовой оплаты.